# Scrophularia crenophila
Scrophularia crenophila är en flenörtsväxtart som beskrevs av Pierre Edmond Boissier. Scrophularia crenophila ingår i släktet flenörter, och familjen flenörtsväxter. Inga underarter finns listade i Catalogue of Life.